# Confessor
I Confessor sono una doom/progressive metal formata nel 1986 a Raleigh nella Carolina del Nord dall'ex cantante del gruppo technical thrash metal texano dei Watchtower, Scott Jeffreys.

## Storia
Il gruppo mescola influenze del classico doom metal di Candlemass e Saint Vitus con forti influenze progressive metal di stampo Fates Warning.
In seguito al loro album di debutto del 1991, Condemned, i Confessor si sciolsero nel 1993 mentre la band stava incominciando a registrare il secondo album, ma nel 2002 si sono riformati e sono tuttora attivi.

## Formazione

### Formazione attuale
- Scott Jeffreys - voce (Watchtower)
- Chris Nolan  - chitarra
- Cary Rowells - basso
- Steve Shelton - batteria
- Brian Shoaf - chitarra

### Ex componenti
- Shawn McCoy  - chitarra
- Ivan Colon - chitarra (R.I.P)
- Graham Fry - chitarra
- Chris Nolan - chitarra
- Jim Shoaf - batteria

## Discografia
Album in studio
- 1991 - Condemned
- 2005 - Unraveled

Demo
- 1987 - The Secret
- 1989 - Uncontrolled
- 1990 - Collapse

EP
- 1992 - Confessor
- 2004 - Blueprint Soul
- 2005 - Sour Times

Live
- 2006 - Live in Norway

Raccolte
- 2012 - Uncontrolled